# Quido Adamec
Quido Adamec (15. prosince 1924 Praha – 22. července 2007) byl jedním z nejúspěšnějších českých hokejových rozhodčích.
Jako rozhodčí působil již od svých 21 let – od roku 1946 v kladenském přeboru, později v Českých Budějovicích a od roku 1949 v Praze. V československé hokejové lize pískal v letech 1952–1969. Bylo mu svěřeno soudcování na sedmi mistrovstvích světa včetně domácího šampionátu v roce 1959.
Od roku 1973 působil v české komisi rozhodčích. V roce 2005 byly jeho zásluhy oceněny uvedením do Síně slávy IIHF a v roce 2016 byl uveden do Síně slávy českého hokeje.

## Ocenění
- člen Síně slávy IIHF (2005)
- člen Síně slávy českého hokeje (2016)